# Rhodospingus cruentus
Rhodospingus cruentus е вид птица от семейство Тангарови (Thraupidae), единствен представител на род Rhodospingus.

## Разпространение
Видът е разпространен в Еквадор и Перу.